# Lars Söderberg
Lasse Söderberg (Estocolmo, Suecia, 4 de septiembre de 1931) es un poeta y escritor sueco.

## Biografía
Hijo del periodista Sten Söderberg y de su esposa, Irmgard Pingel, pertenecía de joven al grupo Metamorfos. Debutó con una primera obra de poesía titulada Anteckningar till ett eko ("Notas para un eco", 1952) en la editorial Metamorfos. La obra iba dedicada a su amigo Paul Andersson. El año siguiente publicó Landskap med kvinnor ("Paisaje con mujeres").
Fue editor de la revista literaria Tärningskastet (1976-1988).
Conocedor de varios países mediterráneos, ha pasado grandes temporadas en España y Francia. Como traductor, ha traducido poesía francesa, española y catalana. Durante la década de 1970, hizo el papel de animador y maestro de ceremonias en el Cabaret Fredagsbarnen de Malmö con Lennart Brummer y Frans Sjöström. Entre 1987 y 2006 fue coordinador de las Jornadas Internacionales de Poesía de Malmö. Ha traducido del catalán al sueco las obras de Joan Brossa y de Joan Salvat Papasseït o Pere Gimferrer, y ha dado a conocer la literatura catalana en Suecia, razón por la cual en 1991 recibió la Cruz de Sant Jordi y en 2002 el premio Elsa Thulin. También ha traducido autores de lengua castellana al sueco, como Octavio Paz, Vicente Aleixandre o Jorge Luis Borges, razón por la cual en 2007 recibió la medalla Neruda del gobierno de Chile.

## Obras
- 1952 – Anteckningar till ett eko, editorial Metamorfos.
- 1953 – Landskap med kvinnor, editorial Metamorfos.
- 1953 – Brödet och kärleken, poesía turca de Lütfi Özkök, editorial Metamorfos.
- 1955 – Akrobaterna (Wahlström & Widstrand)
- 1959 – Fågeln i handen
- 1963 – Det beständiga
- 1963 – Efter Ikaros
- 1963 – Det obeständiga
- 1965 – En dörr med lås
- 1965 – Mina vistelseorter
- 1968 – Med hjärtats krita
- 1969 – Generalens måltid och andra dikter
- 1972 – Ros för en revolution
- 1974 – Undrens tid
- 1989 – Slottet La Coste ligger i ruiner
- 1989 – Småsten till pyramiden
- 1991 – Sexton dikter
- 1992 – Pilar mot månen
- 1993 – Mitt nittonde år
- 1993 – På andra sidan dörren
- 1993 – Ögonen och minnet
- 1999 – Gemensamma nämnare
- 2001 – Europas snäcka
- 2002 – Stenarna i Jerusalem
- 2007 – Breven från Artur
- 2008 – En vinter på Ibiza
- 2011 – Jorden är blå
- 2013 – Resa i svartvitt